# Ogg Ibrahim
Ogg Ibrahim (São Paulo, 13 de novembro de 1964) é um jornalista brasileiro.

## Biografia

### Como jornalista
Ogg trabalhou por 16 anos na TV Morena, afiliada da Rede Globo em Mato Grosso do Sul, onde atuou como apresentador e editor chefe de telejornais. Primeiramente, comandou o matinal Bom Dia MS. Apresentou o MSTV - 1ª Edição por 2 anos, entre 1994 e 1996. Posteriormente, passou a apresentar o MSTV - 2ª Edição, entre 1996 e 2003. Saiu no mesmo ano, quando montou uma produtora e passou a produzir programas para a televisão. Um deles foi o Auto News, voltado para o setor automotivo, exibido aos sábados e domingos pela afiliada do SBT em Mato Grosso do Sul, a TV Campo Grande. Também foi responsável pela produção de centenas de vídeos institucionais e documentários.
Em 2006 foi convidado pela TV Record Florianópolis para coordenar e apresentar o telejornal Balanço Geral SC, juntamente com Waléria Leite. Depois de 8 meses no comando do programa, acabou convidado pela Rede Record para ser o repórter de rede em Santa Catarina.
Foi repórter e apresentador eventual do Jornal da Record e também teve participações especiais nos programas Domingo Espetacular, Câmera Record, Repórter Record e Fala Brasil, também da Rede Record. Deixou a emissora em julho de 2016 para se dedicar a projetos pessoais, entre eles o de consultoria na área da comunicação, palestras, coordenação de TV de campanhas políticas e cursos para estudantes de jornalismo e jornalistas em início de carreira. Tambem comandou durante 1 (hum) ano, ao lado do falecido jornalista Cadu Bortoloti, o programa Noticidade da 97FM de Campo Grande, com filiais em Dourados, Tres Lagoas, Bonito e Corumbá.
Em 04 de setembro de 2017, Ogg estreava na TV MS, afiliada da RecordTV no Mato Grosso do Sul, como apresentador do jornal MS Record. Em 2018 comandou o Jornal da Tarde, noticiário online do Jornal O Estado MS. Atualmente comanda o Horário de Pico, programa de 2 horas na Blink 102,7FM e o Canal IGNIÇÃO no CAmpo Grande News (http://www.campograndenews.com.br/veiculos/ignicao) .
Ogg Ibrahim ainda é um dos mais requisitados mestres de cerimônias de Mato Grosso do Sul, já tendo comandado mais de 200 eventos oficiais, sociais, inaugurações, congressos, seminários, debates em toda a sua carreira. Além disso é produtor de videos através da DeO Comunicação, empresa que comanda, tendo tambem atuado em mais de 250 videos ao longo dos mais de 30 anos de atuação.

### Como blogueiro
Ogg publicou artigos para o Blog dos Repórteres, no R7.

### Vida pessoal
Casado pela segunda vez, Ogg possui duas filhas do primeiro casamento e uma do segundo.